# Whitwell (Tennessee)
Pour les articles homonymes, voir Whitwell.
Whitwell est une municipalité américaine située dans le comté de Marion au Tennessee.
Selon le recensement de 2010, Whitwell compte 1 699 habitants. La municipalité s'étend sur 3,39 milles carrés (8,78 km2).
Whitwell est une ville minière, fondée en 1877 sous le nom de Cheekville. Malgré la fermeture des mines de la région en 1996, Whitwell accueille le musée des mineurs de charbon du comté de Marion.